# Diocesi di Sela
La diocesi di Sela (in latino: Dioecesis Selensis) è una sede soppressa e sede titolare della Chiesa cattolica.

## Storia
Sela, nei pressi di El-Quantarah (El Qantara), è un'antica sede episcopale della provincia romana dell'Augustamnica Prima nella diocesi civile d'Egitto. Faceva parte del patriarcato di Alessandria ed era suffraganea dell'arcidiocesi di Pelusio.
Unico vescovo conosciuto di questa diocesi, eretta all'epoca del patriarca Teofilo di Alessandria, è Alipio, che prese parte al concilio di Efeso del 431 dove sottoscrisse la condanna delle teorie teologiche di Nestorio.
Dal XX secolo Sela è annoverata tra le sedi vescovili titolari della Chiesa cattolica; la sede è vacante dal 4 giugno 1970. Il suo ultimo titolare è stato Calogero Lauricella, vescovo ausiliare di Agrigento (1961-1964) e di Cefalù (1964-1970).

## Cronotassi

### Vescovi greci
- Alipio † (menzionato nel 431)

### Vescovi titolari
- Juan Pascual Chimento † (29 settembre 1928 - 13 settembre 1934 nominato vescovo di Mercedes)
- Pietro Mozzanica † (1º dicembre 1934 - 16 luglio 1936 deceduto)
- Domenico Ettorre † (19 novembre 1936 - 1º luglio 1940 nominato vescovo di Nocera e Gualdo)
- Joseph Gabriel Pinten † (1º novembre 1940 - 6 novembre 1945 deceduto)
- Thomas John McDonnell † (2 luglio 1947 - 25 febbraio 1961 deceduto)
- Calogero Lauricella † (13 maggio 1961 - 4 giugno 1970 nominato vescovo di Cefalù)